# Argentína az 1976. évi téli olimpiai játékokon
Argentína az ausztriai Innsbruckban megrendezett 1976. évi téli olimpiai játékok egyik részt vevő nemzete volt. Az országot az olimpián 2 sportágban 8 sportoló képviselte, akik érmet nem szereztek.

## Alpesisí
Férfi
| Versenyző               | Versenyszám      | 1. futam       | 1. futam       | 2. futam      | 2. futam      | Összesítés    | Összesítés    |
| Versenyző               | Versenyszám      | Idő            | Hely.          | Idő           | Hely.         | Idő           | Helyezés      |
| ----------------------- | ---------------- | -------------- | -------------- | ------------- | ------------- | ------------- | ------------- |
| Walter Dei Vecchi       | Műlesiklás       | nem ért célba  | nem ért célba  | kiesett       | kiesett       | kiesett       | kiesett       |
| Carlos Alberto Martínez | Lesiklás         |                |                |               |               | 1:54,62       | 47.           |
| Carlos Alberto Martínez | Műlesiklás       | idő nem ismert | idő nem ismert | nem ért célba | nem ért célba | kiesett       | kiesett       |
| Carlos Alberto Martínez | Óriás-műlesiklás | 1:56,03        | 52.            | nem ért célba | nem ért célba | kiesett       | kiesett       |
| Juan Angel Olivieri     | Lesiklás         |                |                |               |               | 1:52,76       | 39.           |
| Juan Angel Olivieri     | Műlesiklás       | 1:05,90        | 26.            | nem ért célba | nem ért célba | kiesett       | kiesett       |
| Juan Angel Olivieri     | Óriás-műlesiklás | 2:01,08        | 63.            | nem ért célba | nem ért célba | kiesett       | kiesett       |
| Luis Rosenkjer          | Lesiklás         |                |                |               |               | 1:50,87       | 31.           |
| Luis Rosenkjer          | Óriás-műlesiklás | 1:53,98        | 41.            | 1:54,18       | 32.           | 3:48,16       | 32.           |
| Luis Rosenkjer          | Műlesiklás       | nem ért célba  | nem ért célba  | kiesett       | kiesett       | kiesett       | kiesett       |
| Adrián Roncallo         | Lesiklás         |                |                |               |               | nem ért célba | nem ért célba |
| Adrián Roncallo         | Óriás-műlesiklás | 2:00,16        | 62.            | 2:00,46       | 40.           | 4:00,62       | 42.           |

## Sífutás
| Versenyző           | Versenyszám | Eredmény      | Helyezés      |
| ------------------- | ----------- | ------------- | ------------- |
| Marcos Luis Jerman  | 15 km       | 53:43,34      | 71.           |
| Marcos Luis Jerman  | 30 km       | 1:50:06,99    | 65.           |
| Martín Tomás Jerman | 15 km       | 1:00:07,39    | 74.           |
| Matías José Jerman  | 15 km       | nem ért célba | nem ért célba |